# Parque nacional Isla Magdalena
El Parque Nacional Isla Magdalena es un área natural protegida en Chile situada en la comuna de Cisnes, provincia de Aysén, que protege casi íntegramente la homónima isla Magdalena y algunas pequeñas islas situadas al norte. El parque no cuenta con infraestructura o personal del Conaf. La única instalación humana es una caleta de pescadores conocida como Puerto Gaviota ubicada en el sur de la isla.
Creado originalmente como una Reserva Forestal  la década de 1960 y declarado parque nacional el 11 de julio de 1983, por el Ministerio de Agricultura mediante el Decreto Nº 301.
La vía de acceso al parque es por mar, navegando desde Puerto Aguirre, Puyuhuapi o Puerto Cisnes, desde este último el trayecto dura aproximadamente una hora.
El punto más alto de la isla es el Volcán Mentolat con 1.660 metros.